# 天卫二十一
天卫二十一（S/2001 U 1, Trinculo）是环绕天王星运行的一颗卫星，由2001年被天文學家發現。

## 外部連結
- David C. Jewitt pages
- Uranus' Known Satellites（斯科特·謝帕德）
- MPC: Natural Satellites Ephemeris Service Archive.today的存檔，存档日期2011-05-20